# Sirindhorna
Sirindhorna khoratensis
Genre
Espèce
Sirindhorna est un genre éteint de dinosaures ornithopodes de la super-famille des Hadrosauroidea, qui vivaient durant le Crétacé inférieur, probablement durant l'Aptien, soit il y a environ entre 121,4 et 113,2 millions d'années.
L'unique espèce, Sirindhorna khoratensis, est connue par un spécimen retrouvé dans les sédiments fluviatiles de la formation géologique de Khok Kruat du bassin de Khorat dans le nord-est de la Thaïlande et décrite en 2015 par Masateru Shibata (d) et al. Ces sédiments ont livré également des fossiles de requins d'eau douce Thaiodus ruchae et d'un cératopsien basal Psittacosaurus sattayaraki.

## Étymologie
Le nom du genre Sirindhorna est dédié à la Princesse Maha Chakri Sirindhorn tandis que le nom d'espèce khoratensis vient  de la région du bassin de Khorat dans la province de Nakhon Ratchasima.

## Description

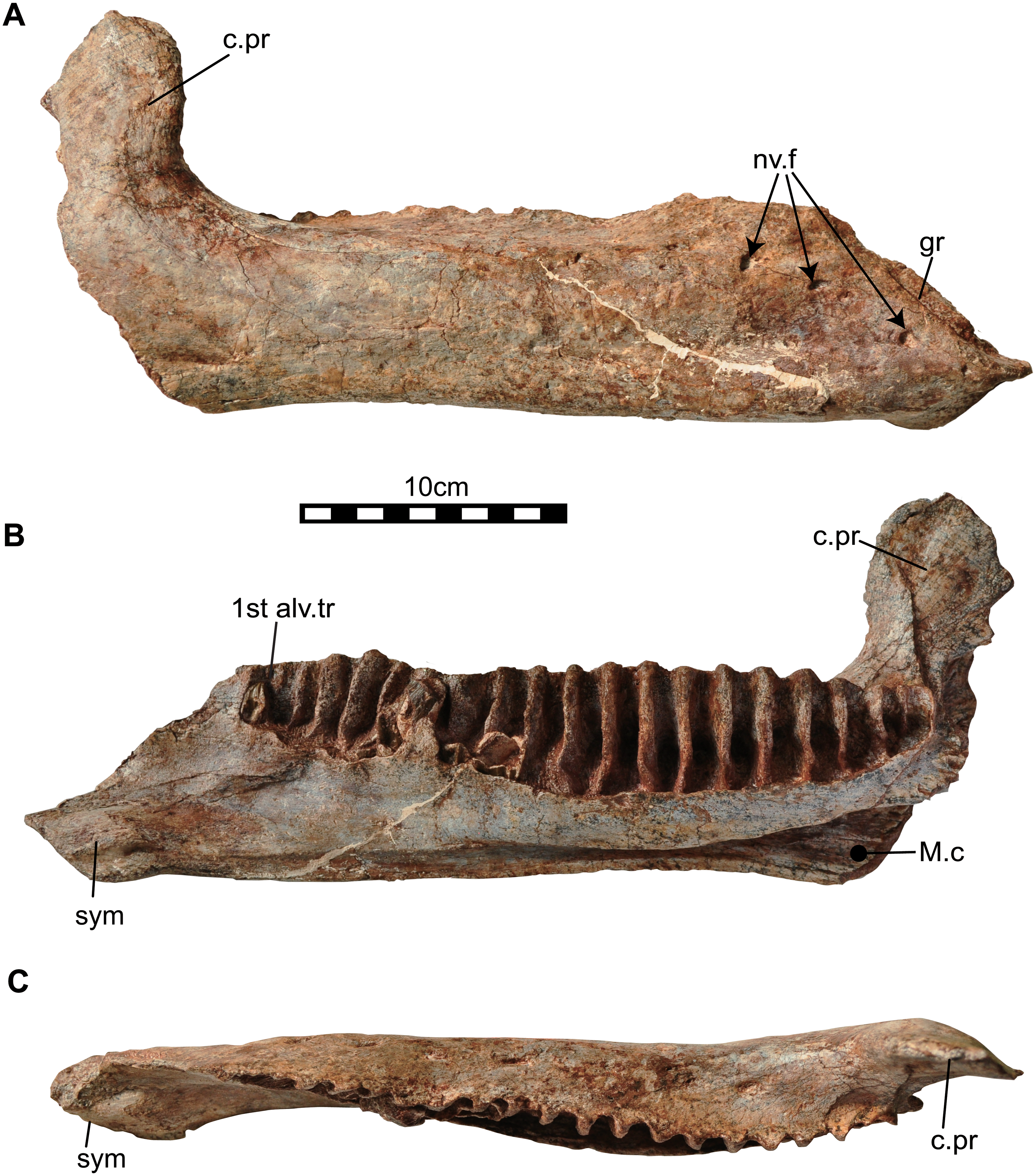
Mandibule droite de Sirindhorna khoratensis.

Le principal caractère propre à ce taxon (autapomorphie) est la présence d'une crête sagittale s'étendant s'étendant le long de toute la surface dorsale de l'os pariétal et atteignant la suture frontopariétale.

## Classification
Le cladogramme réalisé en 2015 par Masateru Shibata et al. dans le cadre de la description de Sirindhorna khoratensis montre que cette espèce est considérée comme la plus basale de la super-famille des Hadrosauroidea.

## Publication originale
- (en) Masateru Shibata, Pratuang Jintasakul, Yoichi Azuma et Hailu You, « A New Basal Hadrosauroid Dinosaur from the Lower Cretaceous Khok Kruat Formation in Nakhon Ratchasima Province, Northeastern Thailand », PLOS One, PLoS, vol. 10, no 12,‎ 30 décembre 2015, e0145904 (ISSN 1932-6203, OCLC 228234657, PMID 26716981, PMCID 4696827, DOI 10.1371/JOURNAL.PONE.0145904).